# Les Petites Filles modèles (film, 1952)
Pour les articles homonymes, voir Les Petites Filles modèles (homonymie).
Pour plus de détails, voir Fiche technique et Distribution.
Les Petites Filles modèles est un film français inachevé d'Éric Rohmer, réalisé en 1952.

## Synopsis
Adaptation du roman de la Comtesse de Ségur.

## Fiche technique
- Titre original : Les Petites Filles modèles
- Réalisation : Éric Rohmer
- Assistant : André Cantenys
- Scénario : Éric Rohmer, d’après le roman de la comtesse de Ségur
- Photographie : Jean-Yves Tierce
- Son : Bernard Clarens
- Montage : Jean Mitry
- Directeur de production : Guy de Ray
- Production déléguée : Joseph Kèkè
- Société de production : Consortium parisien de production cinématographique
- Pays d'origine :  France
- Langue originale : français
- Format : noir et blanc - 35 mm — 1,33:1
- Durée : film inachevé

## Distribution
- Marie-Hélène Mounier : Sophie Fichini
- Martine Laisné : Camille de Fleurville
- Anna Misonzine : Madeleine de Fleurville
- Catherine Clément : Marguerite de Rosbourg
- Josette Sinclair : Mme de Fleurville
- Josée Doucet : Mme de Rosbourg
- Olga Baïdar-Poliakoff : Mme Fichini
- Jean-Yves Tierce : Hurel, le boucher